# Ізобка
Ізобка (біл. вёска Ізобка) — село в складі Борисовського району Мінської області, Білорусь. Село підпорядковане Неманицькій сільській раді, розташоване в північно-східній частині області.